# Wagner Estelita
Wagner Estelita Campos (Catalão, 5 de janeiro de 1910 – Brasília, 13 de setembro de 1979) foi um advogado, professor e político brasileiro radicado em Goiás e que foi também ministro do Tribunal de Contas da União.

## Dados biográficos
Filho de Frederico Campos e Julieta Prates Campos. Em 1931 formou-se advogado na Universidade Federal do Rio de Janeiro e nesse mesmo ano foi nomeado delegado-geral de polícia e secretário de Segurança Pública durante a interventoria de Pedro Ludovico Teixeira, cargos que exerceu até 1933 quando voltou à advocacia. Em 1942 formou-se em Administração pela American University, época na qual era técnico de administração no Departamento Administrativo do Serviço Público, órgão do qual seria diretor nos primeiros meses do governo Castelo Branco. Exerceu ainda funções administrativas tanto no Ministério da Agricultura quanto na prefeitura do Rio de Janeiro, colaborou na instalação do BNDES e ministrou aulas na Escola Brasileira de Administração Pública e de Empresas, instituição ligada à Fundação Getúlio Vargas.
Eleito deputado federal pelo PSD em 1954 e 1958, migrou para o PDC e nesta legenda foi derrotado por Juscelino Kubitschek na eleição extraordinária para senador por Goiás em 4 de junho de 1961. Na mesma época foi cogitado para substituir Clemente Mariani como ministro da Fazenda, situação frustrada pela renúncia do presidente Jânio Quadros. Disputou um novo mandato de deputado federal no ano seguinte, mas não obteve sucesso.
Escolhido ministro do Tribunal de Contas da União nos primeiros meses do Regime Militar de 1964, tomou posse em novembro e foi eleito presidente da corte em 1968 e 1976. Falecido no exercício do cargo vítima de parada cardíaca, era o decano do TCU e foi substituído por Arnaldo Prieto.